# Ludwig von Hausen

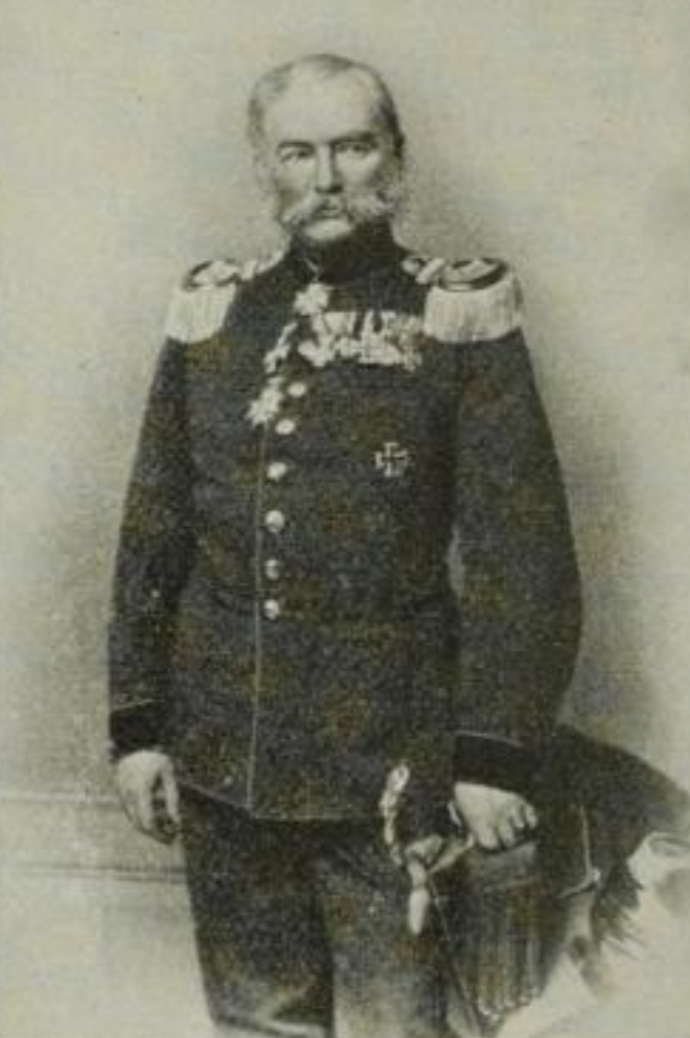
Ludwig von Hausen

Ludwig Moritz Lothar Freiherr von Hausen (* 2. Juli 1819 in Sitten bei Leisnig; † 17. Oktober 1887 in Dresden) war ein sächsischer Generalleutnant.

## Leben

### Herkunft
Ludwig von Hausen entstammte dem lothringischen Uradelsgeschlecht Hausen, von dem viele Angehörige in sächsischen Diensten standen. Er selbst war Sohn des sächsischen Majors Clemens von Hausen und dessen Ehefrau Luise von Kracht und hatte noch drei Brüder, darunter den sächsischen Generalmajor Clemens von Hausen. Ludwig von Hausen heiratete am 21. April 1849 Ottilie Ullrich und bekam mit ihr zwei Töchter, Margarethe und Olga. Margarethe heiratete den späteren sächsischen General der Artillerie Adolf von Rabenhorst.

### Karriere
Ludwig von Hausen trat 1832 in den Kadettenkorps der sächsischen Armee ein und wurde nach langjähriger Erziehung 1837 als Portepeejunker dem 1. Königlich-Sächsischen Schützen-Bataillon überwiesen. 1838 avancierte er dabei zum Leutnant und verblieb die folgenden Jahre im Bataillon. 1847 erfolgte seine Beförderung zum Oberleutnant, wobei er in den nächsten Jahren u. a. als Bataillonsadjutant verwendet wurde. Nach Beförderung zum Hauptmann im Jahr 1853 wurde er in das 4. Jäger-Bataillon und 1854 in das 1. Jäger-Bataillon versetzt. In diesem Jäger-Bataillon wirkte er die nächsten Jahre und avancierte 1864 zum Major und etatsmäßigen Stabsoffizier beim 2. Jäger-Bataillon. Nach Ausbruch des Krieges gegen Preußen rückte er mit seinem Verband an die Front und übernahm kurz vor der Schlacht bei Königgrätz die Führung des Regiments, nachdem Oberstleutnant August Emil Tauscher woanders verwendet wurde. Nach der Niederlage des Königreich Sachsen und der anschließenden Neuorganisierung der sächsischen Armee wurde Ludwig von Hausen noch im selben Jahr zum Oberstleutnant befördert und zum Kommandeur des 1. Königlich Sächsischen Jäger-Bataillon Nr. 12 ernannt. Nach Beförderung zum Oberst am 22. Juni 1869 wurde er zum Regimentskommandeur des Schützen-(Füsilier-)Regiment „Prinz Georg“ (Königlich Sächsisches) Nr. 108 ernannt.
Er führte das Regiment nach Ausbruch des Krieges gegen Frankreich an die Front und nahm mit diesem an der blutigen Schlacht bei Villiers teil, wo sein Pferd unter seinem Leibe erschossen wurde und er nur knapp dem Tode entkam; er näherte sich einigen Franzosen, welche die weiße Flagge hissten und nachdem ganz nah an diese herangeritten war eröffneten diese das Feuer. Er erwarb sich im Konflikt den Spitznamen "der Eiserne Oberst der Schwarzen" und erwarb sich das Ritterkreuz des Militär-St.-Heinrichs-Ordens, das Eiserne Kreuz I. Klasse, das Komturkreuz II. Klasse des sächsischen Verdienstordens und das Komturkreuz des württembergischen Militär-Verdienstordens. Nach Kriegsende blieb er weiterhin Regimentskommandeur und wurde am 4. März 1874 zum Generalmajor befördert, wobei er von seiner Position enthoben und zum Brigadekommandeur der 2. Infanterie-Brigade Nr. 46 in Bautzen ernannt wurde. Am 1. November 1878 wurde er auch von dieser Position enthoben und zum Divisionskommandeur der 23. Division (1. Königlich Sächsische) ernannt. Er wurde in dieser Eigenschaft am 3. Februar 1880 zum Generalleutnant befördert. Er wurde am 23. Januar unter Genehmigung seines Abschiedsgesuches á la suite des Schützen-Regiments und zur Disposition gestellt.